# Puig d'en Martí
El Puig d'en Martí és un turó de 56 metres al municipi de Sant Jordi Desvalls, a la comarca del Gironès.